# Třída Long Island
Třída Long Island byla první třída eskortních letadlových lodí amerického námořnictva z období druhé světové války. Postaveny byly celkem dvě jednotky – USS Long Island (CVE-1) a HMS Archer (D-78). První byla vyřazena v roce 1946, druhá už v roce 1943.

## Pozadí vzniku

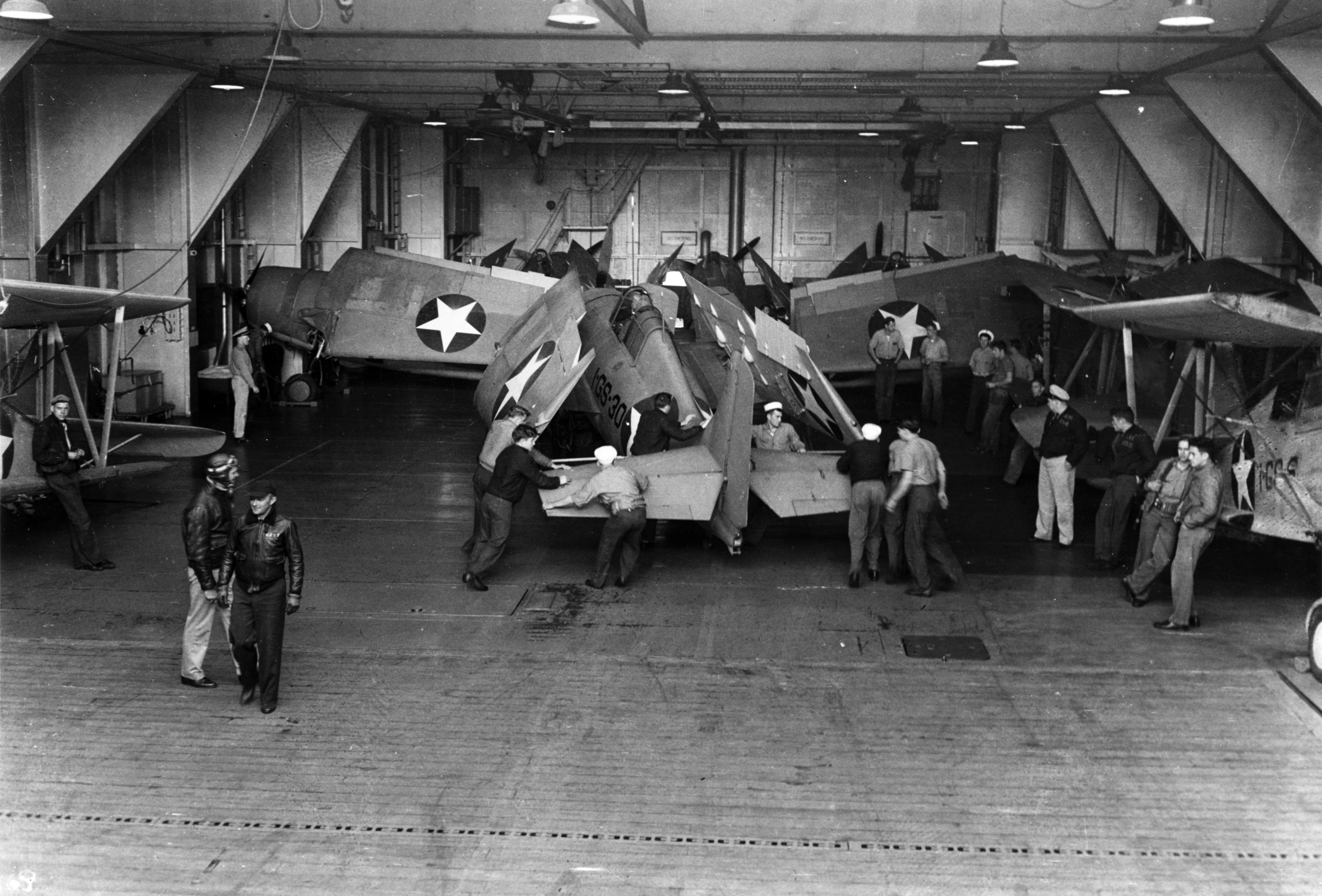
Letouny uvnitř hangáru

Postaveny byly celkem dvě jednotky této třídy, pojmenované USS Long Island a HMS Archer a dokončené v roce 1941. Plavidla vznikla přestavbou obchodních lodí MS Rio de la Plata a MS Mormacmail. Další čtyři příbuzná plavidla byla postavena, na základě upraveného projektu, jako třída Avenger.

## Konstrukce

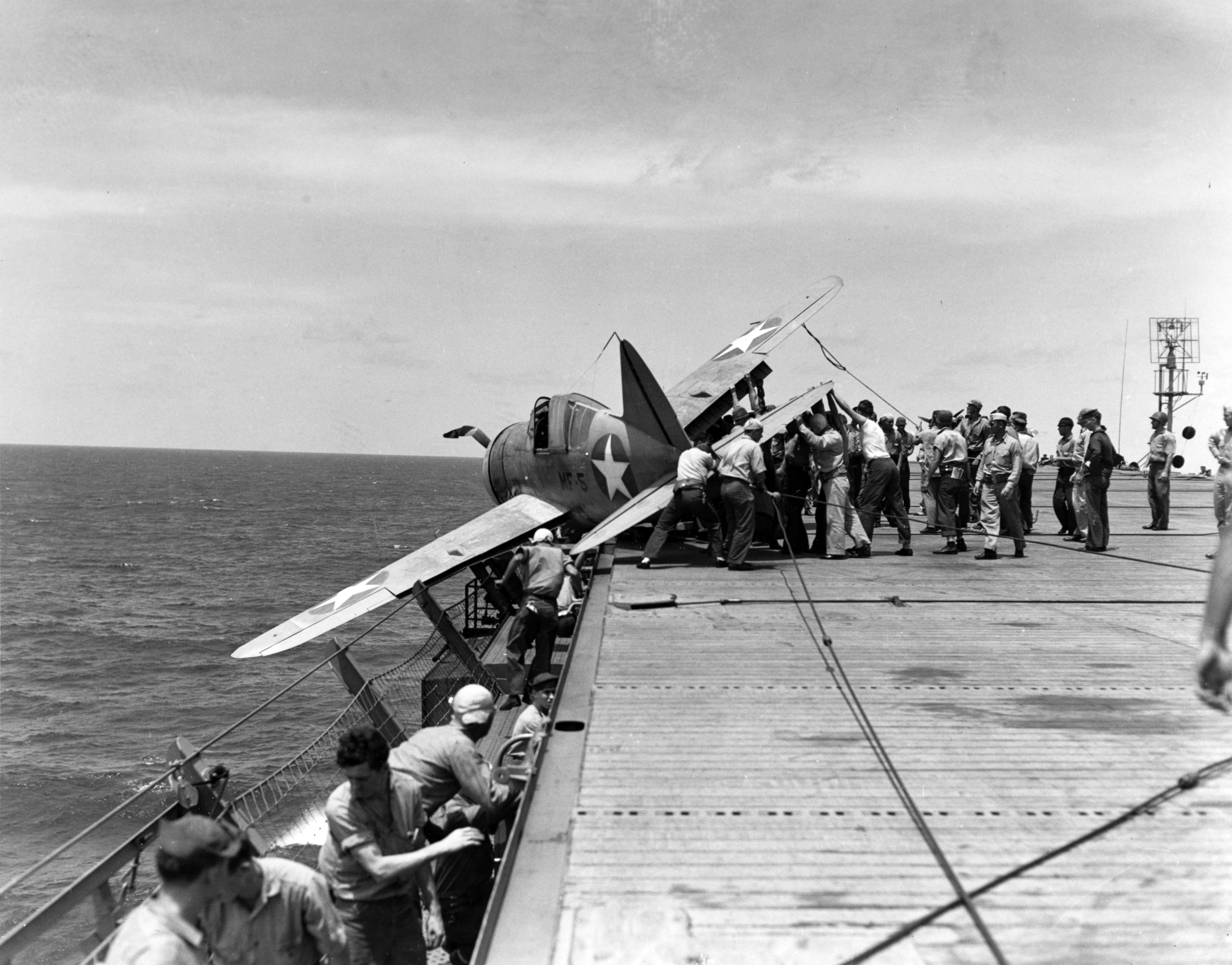
Brewster F2A Buffalo uvízl v záchranných sítích po neúspěšném přistání na USS Long Island

Plavidla měla hladkopalubové uspořádání. Dřevěnou letovou palubu s hangárem spojoval jeden výtah. Jedna loď mohla nést až 36 letadel. Obrannou výzbroj tvořily čtyři 127mm kanóny a deset 20mm kanónů. Protiletadlová výzbroj přitom byla průběžně zesilována. Pohonný systém tvořil jeden diesel o výkonu 8500 shp. Nejvyšší rychlost dosahovala 16 uzlů.

## Operační služba
Obě jednotky byly nasazeny v druhé světové válce. Žádná nebyla ztracena.